# Ліхтарна акула рожева
Ліхтарна акула рожева (Etmopterus dianthus) — акула з роду Ліхтарна акула родини Ліхтарні акули. Інша назва «ліхтарна акула-гвоздика».

## Опис
Загальна довжина досягає 41 см. Голова відносно коротка — менше 21% довжини тіла. Вона помірно широка, трохи стиснута зверху. Очі вузькі. Верхня повіка без блідої перетинки. За очима є невеликі бризкальця. Рот широкий, майже дорівнює довжині ока. Загалом на щелепах розміщені 40-43 невеликих зуба. У неї 5 пар коротких зябрових щілин. Тулуб майже циліндричний, щільний. Шкіряна луска невелика, розташована випадковим порядком. Осьовий скелет складає 79-85 хребців. Має 2 спинних плавців з колючими шипами. Передній спинний плавець знаходиться позаду грудних плавців. Задній плавець значно більше за передній. Хвостове стебло коротке. Анальний плавець відсутній.
Забарвлення спини має рожевий відлив. За це отримала свою назву. Нижня сторона акули чорного кольору. Під головою, на черевні, в області хвостового стебла та на хвостовому плавці є чорні ділянки. Очі зеленуватого кольору. На шкірі присутні ділянки з фотофторами, що здатні світитися у темряві.

## Спосіб життя
Тримається на глибині від 110 до 880 м. Є епібентоносним хижаком — полює біля дна та у середніх шарах води. Здійснює вертикальні добові міграції. Живиться ракоподібними та дрібною рибою.
Це яйцеживородна акула. Народжені акуленята мають 10 см.

## Розповсюдження
Мешкає на північному сході від Австралії (акваторія провінції Квінсленд) та біля Нової Каледонії.